# Andrés García Mohedano
Andrés García Mohedano (Madrid, 11 de mayo de 1996) es un futbolista español que juega como centrocampista en el Inter Club d'Escaldes de la Primera División de Andorra.

## Trayectoria
Formado en las categorías inferiores del Atlético de Madrid, donde pasó por los juveniles hasta llegar al filial, dio el salto a Segunda División B con 20 años de la mano de La Roda Club de Fútbol, en calidad de cedido. Cerró su etapa en el conjunto colchonero la temporada siguiente, la 2017-18, para firmar por el Granada C. F. 
En 2017 ingresó en la disciplina del Recreativo Granada para disputar dos temporadas con el filial nazarí en la categoría de bronce del fútbol español, con protagonismo durante ambas campañas en las que acumularía casi 70 partidos y cuatro goles.
En julio de 2019 se comprometió por dos temporadas para jugar en las filas del C. D. Mirandés de Segunda División. Disputó 475 minutos durante la primera vuelta de la liga e incluso anotó el gol del empate ante el Rayo en Vallecas (2-2) en el encuentro de la primera jornada. Poco a poco fue perdiendo peso en las alineaciones de Andoni Iraola y en enero de 2020 fue cedido al Fútbol Club Andorra de la Segunda División B hasta el final de la temporada 2019-20.
El 22 de enero de 2021 rescindió el contrato con el Club Deportivo Mirandés y tres días después firmó hasta final de temporada por el Club Deportivo Numancia de Soria de la Segunda División B.
El 6 de septiembre de 2021, es presentado por la U.D. Melilla de la Segunda División RFEF.
El 31 de enero de 2022, firma por el Club Atlético Pulpileño de la Segunda División RFEF.

## Clubes
| Club                        | País    | Año       | Partidos | Goles |
| --------------------------- | ------- | --------- | -------- | ----- |
| Club Atlético de Madrid "B" | España  | 2015-2017 | 7        | 0     |
| La Roda C. F. (cedido)      | España  | 2016-2017 | 22       | 1     |
| Recreativo Granada          | España  | 2017-2019 | 67       | 4     |
| C. D. Mirandés              | España  | 2019-2021 | 13       | 1     |
| F. C. Andorra (cedido)      | España  | 2020      | 6        | 0     |
| C. D. Numancia              | España  | 2021      | 15       | 2     |
| U.D. Melilla                | España  | 2021-2022 |          |       |
| Club Atlético Pulpileño     | España  | 2022      |          |       |
| Las Rozas                   | España  | 2022-2023 |          |       |
| Penya Encarnada             | Andorra | 2023      |          |       |
| U. E. Santa Coloma          | Andorra | 2024      |          |       |
| Inter Club d'Escaldes       | Andorra | 2025-Act. |          |       |